# ボアズ・マイヒル
グリン・オリヴァー・”ボアズ”・マイヒル（Glyn Oliver "Boaz" Myhill、1982年11月9日 - ）は、アメリカ・カリフォルニア州モデスト出身の元プロサッカー選手。元ウェールズ代表。現役時代のポジションは、ゴールキーパー。

## 人物
アメリカ人の父とウェールズ人の母との間に生まれ、1歳の時にイングランド・シュロップシャーのオスウェストリーという街に移住した。
「ボアズ」という名前は両親が出会ったイスラエルに由来するもので、本来はこちらが本名になるはずだったが、親戚に反対され別の名前(グリン)がつけられた。しかしながら本名の「グリン」ではなく「ボアズ」と呼ばれることが多い。

## クラブ経歴
12歳でアストン・ヴィラFCの下部組織に入団。2000年11月にトップチームに昇格。しかし当時のアストン・ヴィラにはディビッド・ジェームス、ピーター・シュマイケル、ペテル・エンケルマンが在籍していたため、ポジション争いは非常に厳しかった。そのためレンタルで下位チームを転々とすることになり、結局アストン・ヴィラで出場することはなかった。
2003年12月、ハル・シティAFCに5万ポンドで移籍。
2010年7月、プレミアリーグに昇格したウェスト・ブロムウィッチ・アルビオンFCに150万ポンドで移籍。

## 代表歴
マイヒルはその来歴からイングランド、ウェールズ、アメリカの各代表のいずれかを選ぶことが出来た。2002年にU20イングランド代表として2試合に出場したが、A代表はウェールズを選択した。2008年3月のルクセンブルク戦で初キャップ。2014年5月、代表からの引退を表明。